# Francisco Romero (bispo)
Francisco Romero (falecido a 16 de julho de 1635) foi um prelado católico romano que serviu como arcebispo (título pessoal) de Vigevano (1621–1635) e arcebispo de Lanciano (1618–1621).

## Biografia
No dia 30 de setembro de 1607, Francisco Romero foi ordenado na Ordem dos Irmãos da Bem-Aventurada Virgem Maria do Monte Carmelo. A 14 de maio de 1618, foi nomeado pelo Papa Paulo V como Arcebispo de Lanciano. No dia 20 de maio de 1618, foi consagrado bispo por Giovanni Garzia Mellini, Cardeal-Sacerdote de Santi Quattro Coronati, com Paolo De Curtis, Bispo Emérito de Isernia, e Giovanni Battista Lancellotti, Bispo de Nola, servindo como co-consagradores. A 11 de janeiro de 1621, foi nomeado durante o papado de Gregório XV como Arcebispo (Título Pessoal) de Vigevano. Serviu como arcebispo de Vigevano até à sua morte a 16 de julho de 1635.